# Horinouchi Hisao

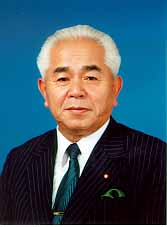
Horinouchi Hisao (1996)

Horinouchi Hisao (jap. 堀之内 久男; * 10. November 1924; † 31. März 2010 in Miyakonojō, Präfektur Miyazaki, Japan) war ein japanischer Politiker.

## Biografie
Horinouchi war zunächst als Mitglied der Liberaldemokratischen Partei (LDP) in der Kommunalpolitik aktiv und zuletzt Bürgermeister von Miyakonojō.
1976 wurde er im 2. Wahlkreis Miyazaki (drei Mandate) als Unabhängiger mit dem höchsten Stimmenanteil zum Abgeordneten des Unterhauses (Shūgiin) gewählt. Er schloss sich danach wieder der LDP und darin der Nakasone-Faktion an. Dem Shūgiin gehörte er für insgesamt acht Legislaturperioden bis 2003 an.
Am 3. Juni 1989 wurde er von Premierminister Sōsuke Uno in dessen nur bis zum 10. August 1989 amtierenden Kabinett zum Minister für Landwirtschaft, Forsten und Fischerei ernannt. Bereits einen knappen Monat nach seinem Amtsantritt kam es zu einem Eklat, als er in einer Wahlkampfrede ausführte, dass „Frauen in der Politik unbrauchbar seien und besser zu Hause bleiben sollten“. Kurz darauf bedauerte er diese Äußerungen. Seine Äußerungen zielten dabei insbesondere auf die damalige Vorsitzende und Spitzenkandidatin der Sozialistischen Partei Japans (SPJ) Takako Doi, der er damit während des laufenden Wahlkampfes für die Oberhauswahl 1989 indirekt die Qualifikation für das Amt des Premierministers absprach.
Später war er vom 7. November 1996 bis 11. September 1997 Ministerium für Post und Telekommunikation in der zweiten Regierung von Premierminister Ryūtarō Hashimoto. Während seiner Amtszeit kam es zur Aufgliederung des früheren staatlichen Telekommunikationsunternehmens Nippon Telegraph and Telephone (NTT) in ein Einzelunternehmen für Ferngespräche sowie zwei Unternehmen für die regionale Telefonversorgung. Darüber hinaus setzte er sich im Juli 1997 bei der Federal Communications Commission für eine Zulassung von NTT und KDDI als Telekommunikationsunternehmen in den USA ein.